# 普兰特城 (佛罗里达州)
普兰特城（英語：Plant City）是美国佛罗里达州希尔斯伯勒县的一座城市。
根据2000年美国人口普查，普兰特城共有29,915人，其中白人占71.67%、非裔美国人占16.16%。